# コバック・バレー国立公園
コバック・バレー国立公園(こばっく・ばれーこくりつこうえん、Kobuk Valley National Park)は、アラスカ州の北西部、北極線の北40 km（25マイル）に位置する。1980年、アラスカ国家利益土地保護法(Alaska National Interest Lands Conservation Act)により、米国国立公園に指定された。グレート・コバック砂丘(Great Kobuk Sand Dunes)とトナカイの移動ルートで有名である。公園では、自然の中でのキャンプ、ハイキング、トレッキング、犬ぞりが楽しめる。公園には決まった道や道路はない。面積は、7,000 km²（1,700,000エーカー）で、ほぼデラウェア州と同じ広さである。

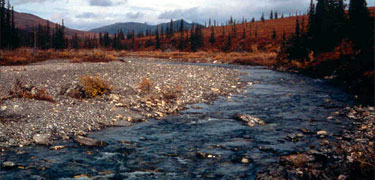
コバック・バレー国立公園内を流れるアジー川(Agie River)

南はウェアリング山脈(Waring Mountains)、北はベアード山脈(Baird Mountains)が境界となっており、セラウィク国立野生生物保護区(Selawik National Wildlife Refuge)とノアタック国立自然保護地区(Noatak National Preserve)の間の広大な生態系の中心である。チュクチ海まで川沿いに120 km（75マイル）を超える。北極圏の扉国立公園が、西50 km（32マイル）のところにある。最もよく見られる動物は、西部北極圏の400,000頭のトナカイの群れである。群れは、毎年、冬季の繁殖地、ウェアリング山脈の南と夏季の出産地、ベアード山脈(Baird Mountains)の北の間を移動する。コバック川を毎年渡河する群れは、イヌピアック族の人々の自給自足の狩猟の要である。
公園に続く道はない。ノームとコッツビューから、徒歩、犬ぞり、スノー・モービル、小型チャーター機で年間を通じて行くことができる。国立公園の中で最も訪れる者が少ない公園の一つである。